# Aechmea blanchetiana
Aechmea blanchetiana (sin. Aechmea laxiflora Mez) es una especie de plantas de la Familia Bromeliaceae, típicas de vegetación de las restingas de las costas del Atlántico, que es un ecosistema del bioma de la mata atlántica. Crece en Brasil, especialmente en Bahía y es muy usada como planta ornamental.

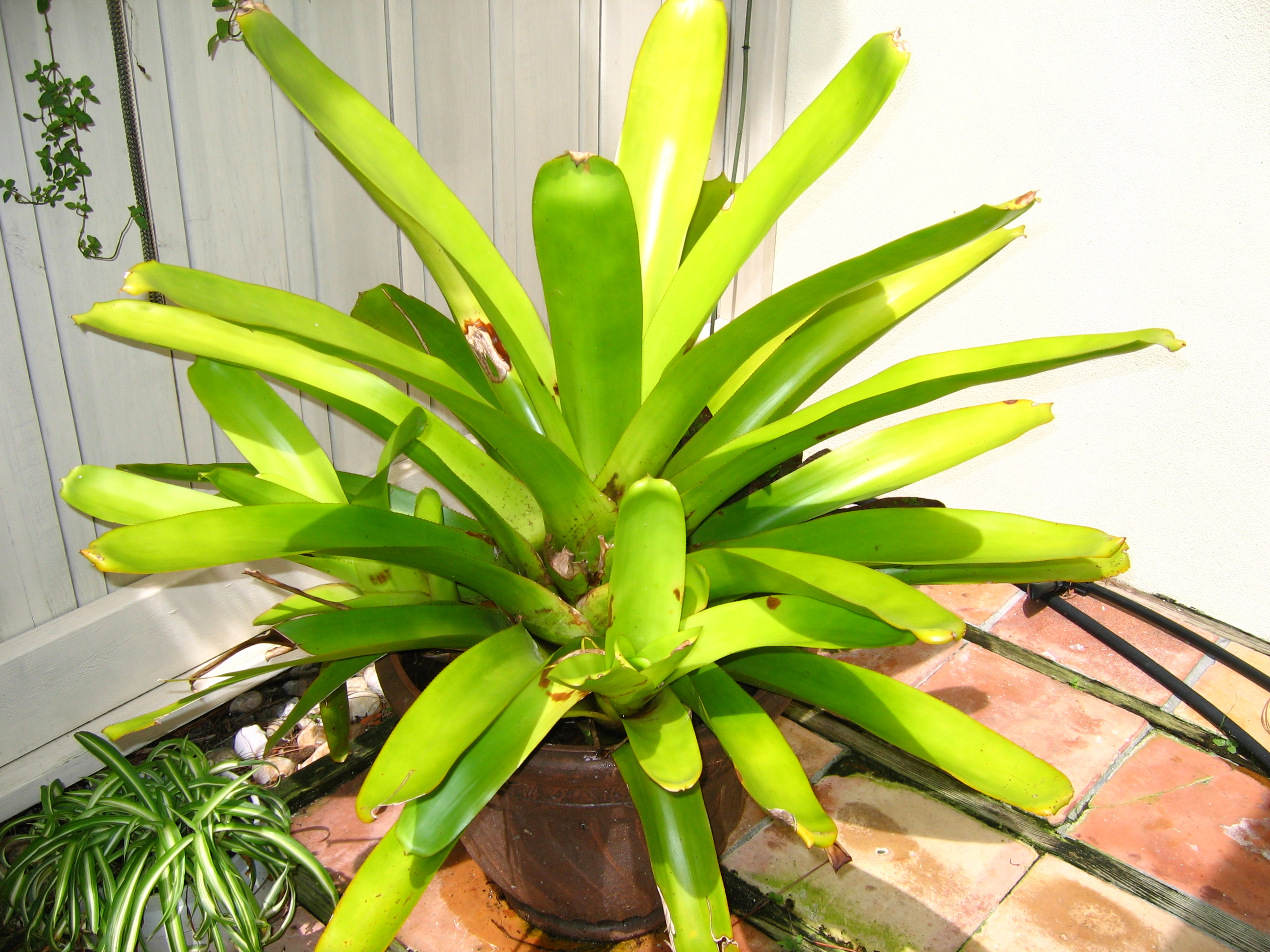
Vista de la planta

## Taxonomía
Aechmea blanchetiana fue descrita por (Baker) L.B.Sm. y publicado en Smithsonian Miscellaneous Collections 126(1): 13. 1955.
Etimología
Ver: Aechmea
Sinonimia
- Aechmea laxiflora (Baker) Mez
- Aechmea remotiflora Mez
- Streptocalyx laxiflorus Baker
- Tillandsia blanchetiana Baker[2]